# Association des harpistes de Durango
L'Association des harpistes de Durango est une association civile originaire de la ville de Durango au Mexique, créée en 2003.
Elle a pour objectifs de :
- sauver la musique et la petite harpe de Durango ;
- promouvoir la musique de la harpe et ses différentes expressions ;
- préserver tout ce qui a un lien avec cette harpe.

Les membres fondateurs sont Celso Duarte González, Enrique Escajeda González, Eduardo Avalos Gutiérrez et Saúl Sepúlveda Herrera.

## Les Rencontres internationales de Harpe
- 1re rencontre de Harpe du 15 au 19 novembre 2004 avec : Nicolás Caballero, Martín Portillo, Manuel Jiménez Godoy, Ismael Ledesma, Edmar Castañeda, Celso Duarte González, Los Piratas Del Puerto, Augusto Castillo Aguilar ;
- 2e rencontre de Harpe du 22 au 26 novembre 2005 intitulée "Divas Harp" dont le thème est la femme et la harpe avec principalement des musiciennes avec : La Negra Graciana, Marien Martin, Malena Duarte, Carmen Alice Acosta Franco, Cristina Cabrera, Cristina Braga, Cynthia Valenzuela ;
- 3e rencontre de Harpe en novembre 2006 avec comme thème la famille. Ainsi ce sont des familles de harpistes qui ont été principalement invitées.